# Шкофя Лока (община)
Община Шкофя Лока (словен. Občina Škofja Loka) — одна з общин в північно-західній  Словенії. Адміністративним центром є місто Шкофя Лока, яке є також економічним, культурним, освітнім центром, пам'яткою міста є замок.

## Населення
У 2010 році в общині проживало 22668 осіб, 11095 чоловіків і 11573 жінок. Чисельність економічно активного населення (за місцем проживання), 9360 осіб. Середня щомісячна чиста заробітна плата одного працівника (EUR), 919,88 (в середньому по Словенії 966.62). Приблизно кожен другий житель у громаді має автомобіль (51 автомобілів на 100 жителів). Середній вік жителів склав 40,1 роки (в середньому по Словенії 41.6). 